# Farmersville (Texas)
Farmersville è un centro abitato degli Stati Uniti d'America, situato nella contea di Collin dello Stato del Texas.

## Geografia fisica
Farmersville è situata a 33°09′51″N 96°22′00″W.
Secondo lo United States Census Bureau, ha un'area totale di 3,4 miglia quadrate (8,8 km²), di cui 3,2 miglia quadrate (8,3 km²) di terreno e 0,2 miglia quadrate (0,52 km², 4,99%) d'acqua.

## Società

### Evoluzione demografica
Secondo il censimento del 2000, c'erano 3 118 persone, 1 115 nuclei familiari e 820 famiglie residenti nella città. La densità di popolazione era di 962,2 persone per miglio quadrato (371,6/km²). C'erano 1 199 unità abitative a una densità media di 370,0 per miglio quadrato (142,9/km²). La composizione etnica della città era formata dall'82,39% di bianchi, il 10,10% di afroamericani, lo 0,42% di nativi americani, lo 0,06% di asiatici, il 5,29% di altre razze, e l'1,73% di due o più etnie. Ispanici o latinos di qualunque razza erano il 16,13% della popolazione.
C'erano 1 115 nuclei familiari di cui il 37,5% aveva figli di età inferiore ai 18 anni, il 53,7% erano coppie sposate conviventi, il 15,3% aveva un capofamiglia femmina senza marito, e il 26,4% erano non-famiglie. Il 24,7% di tutti i nuclei familiari erano individuali e il 14,0% aveva componenti con un'età di 65 anni o più che vivevano da soli. Il numero di componenti medio di un nucleo familiare era di 2,73 e quello di una famiglia era di 3,22.
La popolazione era composta dal 29,5% di persone sotto i 18 anni, il 9,1% di persone dai 18 ai 24 anni, il 27,4% di persone dai 25 ai 44 anni, il 19,1% di persone dai 45 ai 64 anni, e il 14,9% di persone di 65 anni o più. L'età media era di 33 anni. Per ogni 100 femmine c'erano 87,3 maschi. Per ogni 100 femmine dai 18 anni in giù, c'erano 81,0 maschi.
Il reddito medio di un nucleo familiare era di 38 094 dollari, e quello di una famiglia era di 46 700 dollari. I maschi avevano un reddito medio di 32 331 dollari contro i 22 647 dollari delle femmine. Il reddito pro capite era di 18 693 dollari. Circa l'8,5% delle famiglie e il 12,5% della popolazione erano sotto la soglia di povertà, incluso il 15,3% di persone sotto i 18 anni e il 19,7% di persone di 65 anni o più.